# Calamagrostis rosea
Calamagrostis rosea là một loài thực vật có hoa trong họ Hòa thảo. Loài này được (Griseb.) Hack. mô tả khoa học đầu tiên năm 1904.